# Hirnantiense
| Era Eratema | Periodo Sistema | Época Serie         | Edad Piso                  | Inicio, en millones de años |
| ----------- | --------------- | ------------------- | -------------------------- | --------------------------- |
| Paleozoico  | Pérmico         | Pérmico             | Pérmico                    | 298,9±0,15                  |
| Paleozoico  | Carbonífero     | Carbonífero         | Carbonífero                | 358,86±0,19                 |
| Paleozoico  | Devónico        | Devónico            | Devónico                   | 419,62±1,36                 |
| Paleozoico  | Silúrico        | Silúrico            | Silúrico                   | 443,1±0,9                   |
| Paleozoico  | Ordovícico      | Superior / Tardío   | Hirnantiense Hirnantiano   | 445,2±0,9                   |
| Paleozoico  | Ordovícico      | Superior / Tardío   | Katiense Katiano           | 452,8±0,7                   |
| Paleozoico  | Ordovícico      | Superior / Tardío   | Sandbiense Sandbiano       | 458,2±0,7                   |
| Paleozoico  | Ordovícico      | Medio               | Darriwiliense Darriwiliano | 469,4±0,9                   |
| Paleozoico  | Ordovícico      | Medio               | Dapingiense Dapingiano     | 471,3±1,0                   |
| Paleozoico  | Ordovícico      | Inferior / Temprano | Floiense Floiano           | 477,1±1,2                   |
| Paleozoico  | Ordovícico      | Inferior / Temprano | Tremadociense Tremadociano | 486,8±1,5                   |
| Paleozoico  | Cámbrico        | Cámbrico            | Cámbrico                   | 538,8±0,6                   |

El Hirnantiense o Hirnantiano es el tercer y último piso y edad del Ordovícico Superior/Tardío en la escala temporal geológica. Sucede al Katiense y precede al Rhuddaniense (primer piso del Silúrico). Se inició hace unos 445,2 millones de años y terminó hace unos 443,1 millones de años.
La primera parte del Hirnantiense se caracteriza por temperaturas frías, mayor glaciación, y una fuerte bajada del nivel del mar. En la última parte del Hirnantiense, las temperaturas subieron, los glaciares se derritieron, y el nivel del mar volvió al mismo nivel o incluso a un nivel ligeramente más alto de lo que había sido antes de la glaciación. La mayoría de los científicos creen que esta oscilación climática causó la mayor extinción que se llevó a cabo durante este tiempo. De hecho, la extinción Hirnantiense (también conocida como del tránsito del Ordovícico al Silúrico) representa el segundo mayor acontecimiento de extinción en la historia geológica. Aproximadamente el 85% de las especies marinas se extinguió. Sólo el evento de extinción del final del Pérmico fue mayor. A diferencia de muchos eventos de extinción menores, las consecuencias a largo plazo del evento del fin del Ordovícico fueron relativamente pequeñas. A raíz de la oscilación climática, el clima volvió a su estado anterior, y las especies que sobrevivieron en poco tiempo (dos o tres millones de años) dieron lugar a especies muy similares a las que existían antes.
El Hirnantiense fue introducido en la literatura científica por el geólogo John Bevis Beeston Bancroft en 1933. El nombre Hirnantiense procede del valle Cwm Hirnant al sur de Bala, en el norte de Gales (Reino Unido).

## Sección estratotipo y punto de límite global (GSSP)
La sección estratotipo y punto de límite global (GSSP) para la base del piso Hirnantiense está situado en la sección Wangjiawan Norte, en el distrito de Yiling, al norte de la ciudad de Yichang en la provincia de Hubei (China). Se caracteriza por la primera aparición del  graptolito Normalograptus extraordinarius. El piso y el GSSP fueron aprobados por la Comisión Internacional de Estratigrafía en febrero de 2006 y ratificado por la Unión Internacional de Ciencias Geológicas en mayo del mismo año.
El techo del Hirnantiense se define por el GSSP de la base del Rhuddaniense (la base del Silúrico), que se caracteriza por la primera aparición del  graptolito Akidograptus ascensus.

## Principales eventos
Durante el Hirnantiense hubo una oscilación climática importante, que se cree causó un importante evento de extinción en masa. Cuando comenzó la edad Hirnantiense, el clima de la Tierra era caliente y del nivel del mar era sustancialmente más alto que hoy. Los mares se llenaron con una fauna diversa. Sin embargo, hay evidencia considerable que indica que muchas de estas especies ya estaban en problemas cuando comenzó Hirnantiense, y que la diversidad biológica en general ya estaba en franco declive. 
A medida que el clima se enfrió y se formaron glaciares durante la primera parte del Hirnantiense, el nivel del mar descendió. Las estimaciones de la profundidad proporcionan un rango de caída de más de 50 metros (basados en estudios en Nevada y Utah) a más de 100 metros (a partir de estudios en Noruega y el Reino Unido). Las investigaciones más recientes indican una reducción mundial del nivel del mar de unos 80 metros. Esta caída secó y se expuso las amplias plataformas continentales de aguas poco profundas que existían en todo el mundo en ese momento, causando la extinción de un gran número de especies que dependían de este ambiente. Las especies que sobrevivieron redujeron el volumen de sus poblaciones en gran medida. El resultado global fue una reducción importante en la biodiversidad de los océanos del mundo. 
Durante este período de frío global (ice-house), comenzaron a adaptarse las especies supervivientes. Especies de ambiente frío sustituyen a las especies ambiente cálido que habían prosperado durante el período caliente anterior (green-house). 
Durante la última parte de la Hirnantiense, las temperaturas subieron, los glaciares se derritieron, y el nivel del mar se elevó a la misma o tal vez un nivel aún más alto que antes de la glaciación. Los estantes expuestos fueron inundadas, resultando en extinciones adicionales entre la fauna que había sobrevivido al primer evento de extinción.

## Subdivisiones
Hay dos biozonas de graptolitos en el Hirnantiense: la biozona Normalograptus extraordinario, que define la mitad inferior del piso y la biozona Normalograptus persulptus, que define la superior.

## Paleogeografía
La paleogeografía del Hisnantiense está muy debatida. 
Durante el Hirnantiense, gran parte de la masa terrestre del mundo se reunieron en un supercontinente llamado Gondwana, que ocupaba latitudes meridionales extremas y cubrió el polo sur. Esto incluyó América del Sur, África, la mayor parte de Australia, la mayor parte de India y Antártida. ¿Cuál es ahora el oeste de África se encuentra entonces en el polo, mientras que América del Sur estaba cerca, se unió a África a lo largo de la costa oeste de esta última. A lo largo de la costa este de África fueron la Antártida y la India, mientras que Australia estaba justo al norte de ellos, a caballo entre la línea ecuatorial. Al norte de Australia fue Nueva Guinea. Puede haber sido el punto más septentrional de la tierra en el mundo, que se encuentra justo por encima de 30 grados norte de latitud. Al norte de la misma había un vasto mar ininterrumpida, conocido hoy como el Océano Panthalassa. 
Todavía no se unió con lo que se convertiría en América del Norte; Florida, el sur de Georgia, y las zonas costeras de Misisipi, Alabama y Carolina del Sur se acuña en una brecha entre África y América del Sur, y se encuentra muy cerca del polo Sur. 
El resto de América del Norte (llamado Laurentia por los científicos) se encontraba al norte y al oeste de Gondwana, al (como Australia) climas bajos y relativamente cálidos. Girar casi 45 grados con respecto a su orientación moderna, los estados del este de los Estados Unidos de hoy en día se encuentran a lo largo de la costa sureste del continente, mientras que las zonas costeras de lo que hoy son los estados del sureste enfrentaron al sur. 
Al este de Laurentia, a través de un largo y estrecho mar, fue Baltica. Compuesto de moderna Noruega, Suecia, Finlandia, el Reino Unido, Bélgica, Dinamarca, el Países Bajos, en el norte Alemania, en el este Irlanda y Rusia al oeste de la montes Urales, esta área oscilaron entre el ecuador en el norte a más de  30 grados al sur  latitud. 
El estiramiento hacia el oeste de la punta suroeste fue un arco isla conocida como Avalonia por los científicos modernos. Este consistía en lo que hoy es la parte occidental de Irlanda, y las regiones costeras del este de  Terranova, Nueva Escocia, Nueva Brunswick y Nueva Inglaterra.

## Correlaciones y pisos regionales
El Hirnantiense ahora representa un piso internacionalmente aceptado con un principio mundial cuidadosamente especificado y final. Sin embargo, lo que comenzó en el siglo XIX como un escenario regional en el Reino Unido, donde permanece como tal en la actualidad. Desde diversas regiones del mundo tienen sus propias divisiones locales de  tiempo geológico por debajo del nivel del período, la siguiente lista proporciona las correlaciones entre esos pisos regionales (o épocas en algunos casos) y el piso y época Hirnantiense reconocido internacionalmente.
- Australasia – El Hirnantiense es equivalente aproximadamente al 20% superior de la época Bolindiense.
- Báltica – El Hirnantiense es equivalente aproximadamente al 50% superior de la época Porkuni.
- China – El Hirnantiense es equivalente aproximadamente al 25% superior de la época Wufeng.
- América del Norte – El Hirnantiense es equivalente a toda la época Gamachiense.
- Reino Unido – El Hirnantiense es casi igual al piso Hirnantiense regional, que comienza ligeramente (quizás 100 000 años) antes. El Hirnantiense regional constituye aproximadamente el 20% superior de la época Ashgill.